# Flatbush Zombies
Flatbush Zombies (estilizado como Flatbush ZOMBiES) é um grupo americano de hip hop da seção de Flatbush no Brooklyn, Nova Iorque, formado em 2010. O grupo é composto pelos rappers Meechy Darko, Zombie Juice e Erick Arc Elliott, com Elliott também atuando como seu produtor musical regular. O trio faz parte do supergrupo de East Coast hip hop, Beast Coast, juntamente com os grupos de rap de Brooklyn The Underachievers e Pro Era.
O grupo colaborou com diversos artistas, como RZA, ASAP Mob, Z-Breezy, Jim Jones, Juicy J, Smoke DZA, Danny Brown, Action Bronson, Mr. Muthafuckin eXquire, Tech N9ne e Anthony Flammia, entre outros. Eles se apresentaram em festivais de música como The Hudson Project, JMBLYA, Coachella Valley Music and Arts Festival, Pemberton Music Festival, Afropunk Festival, Olly Mac Sesh, Paid Dues, North Coast Music Festival, SXSW, Roskilde, Rolling Loud em Miami e Wireless em Londres. O grupo cresceu em popularidade através de duas mixtapes e vários videoclipes, levando ao seu álbum de estreia em 2016, 3001: A Laced Odyssey.

## História

### Antecedentes e formação
Amigos desde a escola primária, todos os três membros nasceram e foram criados na seção de Flatbush no Brooklyn, Nova York. Erick e Meechy Darko são de descendência jamaicana. Demetri Simms (Meechy Darko), Antonio Lewis (Zombie Juice) e Erick Elliott (The Architect) primeiro se conectaram pelo anime japonês Dragon Ball Z e Pro Wrestling. Durante a adolescência, começaram a experimentar drogas psicodélicas, como cogumelo psilocibina e LSD. Zombie Juice, junto com o colega nativo de Flatbush Issa Gold do The Underachievers (Erick não participou), começou a investigar especificamente o estilo de vida índigo. Meechy Darko disse que a primeira vez que tomou cogumelos psilocibinos, passou por uma morte do ego e teve uma espécie de renascimento da consciência.

### Mixtapes e aumento de popularidade (2010–2013)
Erick Arc Elliott, que estava fazendo sua própria música solo, decidiu reunir o grupo musicalmente por volta de 2010. A primeira apresentação do grupo em um clube aconteceu em 2012, no 307 em Waterloo. A popularidade do grupo cresceu após lançar o vídeo "Thug Waffle" no YouTube. Mais tarde naquele ano, Flatbush Zombies lançou sua mixtape de estreia, intitulada D.R.U.G.S., que significa "Death and Reincarnation Under God's Supervision". Em 2012, Flatbush Zombies foram apresentados na música "Just Blowin' in the Wind" com o membro do Wu Tang Clan, RZA para a trilha sonora do filme de RZA The Man with the Iron Fists. "
Em 2013, o grupo colaborou com o grupo de rap de Brooklyn The Underachievers, no single "No Religion".
Em 29 de julho de 2013, Flatbush Zombies lançou um vídeo no YouTube anunciando sua segunda mixtape, BetterOffDEAD, que foi lançada às 21:11 em 11 de setembro de 2013. Juntamente com "MRAZ", os singles "Palm Trees" e "222" estão incluídos na mixtape de dezenove faixas BetterOffDEAD. Embora Elliott seja o principal produtor, Harry Fraud e Obey City também fornecem produção na mixtape. Danny Brown e Action Bronson aparecem nas faixas "Drug Parade" e "Club Soda" respectivamente. A mixtape foi aclamada pela crítica. Ela acabaria sendo classificada em 17º lugar na lista das melhores mixtapes de 2013 da XXL. Uma versão remixada de "My Team Supreme" com Bodega Bamz foi incluída no NBA Live 15. Flatbush Zombies também lançou o vídeo de "MRAZ", uma faixa da mixtape BetterOffDEAD.

### Clockwork Indigo e3001: A Laced Odyssey(2014–2018)
Em 13 de fevereiro de 2014, Flatbush Zombies lançou uma nova música, "LiT". Flatbush Zombies revelaram à XXL que seu EP, It's All a Matter of Perspective, havia sido cancelado. Em vez disso, o grupo disse à XXL para "esperar um álbum este ano".
Em setembro de 2014, foi anunciado que o grupo estaria em turnê com o grupo de rap de Brooklyn The Underachievers, e seriam coletivamente conhecidos como Clockwork Indigo. Os dois grupos lançaram uma música de nome "Butterfly Effect", seguida por um EP de nome Clockwork Indigo, em 17 de outubro de 2014. Eles afirmam que tiveram a ideia de formar Clockwork Indigo durante uma "estranha viagem de LSD enquanto assistiam Laranja Mecânica". Durante a turnê do álbum, o grupo usou coletivamente roupas brancas, assim como a gangue de Alex no filme.
Em 15 de março de 2015, Flatbush Zombies lançou um novo single no SoundCloud intitulado "Red Eye to Paris" com o artista de UK Grime Skepta. Em 11 de setembro de 2015, às 21:11 EST, o grupo lançou um novo single e vídeo musical socialmente carregado no YouTube intitulado "Blacktivist".
Em 11 de janeiro de 2016, o grupo soltou o single "Glorious Thugs". No mesmo dia, anunciaram que seu primeiro álbum de estúdio, intitulado 3001: A Laced Odyssey, chegaria em 11 de março de 2016. Em 5 de fevereiro, lançaram o primeiro single do projeto, chamado "Bounce", acompanhado pelo videoclipe oficial em 8 de fevereiro. Já em 10 de março, o Flatbush Zombies divulgou o segundo single, "This Is It". No dia seguinte, o álbum completo foi lançado. 3001: A Laced Odyssey foi bem recebido pela crítica. No Metacritic, que dá uma nota média baseada em resenhas especializadas, o disco atingiu a pontuação de 80, com base em 7 avaliações. Na primeira semana, vendeu 28 mil cópias e estreou na 10ª colocação do ranking Billboard 200 dos Estados Unidos. 

### Vacation in Hell(2018–presente)
Em 6 de abril de 2018, o segundo álbum do grupo intitulado Vaction in Hell foi lançado, pela Glorious Dead Records. O álbum teve uma turnê mundial, See You In Hell Tour, que começou em 14 de abril no Coachella Music Festival de 2018 e terminou em 16 de junho.  Para promover o álbum, o trio apareceu no talk show nacional <i id="mwvw">The Breakfast Club</i>, além de fazer freestyles para Funk Flex.  
Em 5 de junho de 2020, o grupo lançou um EP intitulado "Now, More Than Ever", após os protestos de George Floyd .  O projeto foi apoiado pelo single "Iamlegend". O EP estreou na posição 168 na Billboard 200.  O grupo contribuiu com um remix da música " The Unforgiven " da banda de heavy metal Metallica, com participação do DJ Scratch, para o álbum tributo beneficente The Metallica Blacklist, lançado em setembro de 2021. 

## Discografia

### Álbuns de estúdio
| Title                                                                             | Album details                                                                                | Peak chart positions | Peak chart positions | Peak chart positions | Peak chart positions | Peak chart positions | Peak chart positions | Peak chart positions | Peak chart positions | Peak chart positions | Peak chart positions | Certifications |
| Title                                                                             | Album details                                                                                | US                   | US R&B               | US Rap               | AUS                  | CAN                  | FRA                  | GER                  | NZ                   | SWI                  | UK                   | Certifications |
| --------------------------------------------------------------------------------- | -------------------------------------------------------------------------------------------- | -------------------- | -------------------- | -------------------- | -------------------- | -------------------- | -------------------- | -------------------- | -------------------- | -------------------- | -------------------- | -------------- |
| 3001: A Laced Odyssey                                                             | - Released: March 11, 2016 - Label: The Glorious Dead - Formats: CD, digital download, vinyl | 10                   | 2                    | 2                    | 39                   | 13                   | 179                  | 72                   | 27                   | 29                   | 105                  |                |
| Vacation in Hell                                                                  | - Released: April 6, 2018 - Label: The Glorious Dead - Formats: CD, digital download, vinyl  | 11                   | 9                    | 8                    | 59                   | 13                   | 176                  | —                    | 33                   | 44                   | —                    |                |
| "—" denotes a recording that did not chart or was not released in that territory. |                                                                                              |                      |                      |                      |                      |                      |                      |                      |                      |                      |                      |                |

### Álbuns colaborativos
| Title                                                                     | Album details                                                                              |
| ------------------------------------------------------------------------- | ------------------------------------------------------------------------------------------ |
| Escape from New York (with Pro Era and The Underachievers as Beast Coast) | - Released: May 24, 2019 - Label: Beast Coast Media - Formats: CD, digital download, vinyl |

### EPs
| Title                                                          | Album details                                                                   |
| -------------------------------------------------------------- | ------------------------------------------------------------------------------- |
| Clockwork Indigo (with The Underachievers as Clockwork Indigo) | - Released: October 17, 2014 - Label: Self-released - Formats: Digital download |
| Now, More Than Ever                                            | - Released: June 5, 2020 - Label: The Glorious Dead - Formats: Digital download |

### Mixtapes
| Title         | Album details                                                                              |
| ------------- | ------------------------------------------------------------------------------------------ |
| D.R.U.G.S.    | - Released: July 24, 2012 - Label: Self-released - Format: Digital download                |
| BetterOffDead | - Released: September 11, 2013 - Label: ElectricKoolAde Records - Format: Digital download |

### Músicas
| Title                                   | Year | Album                 |
| --------------------------------------- | ---- | --------------------- |
| "Caps Lock"                             | 2010 |                       |
| "Gucci Gucci"                           | 2011 |                       |
| "Suspiria"                              | 2011 |                       |
| "Thug Waffle"                           | 2011 | D.R.U.G.S.            |
| "Laker Paper"                           | 2012 | D.R.U.G.S.            |
| "The Hangover"                          | 2012 |                       |
| "MRAZ"                                  | 2012 | BetterOffDead         |
| "When In Roam"                          | 2013 |                       |
| "No Religion" (featuring AK the Savior) | 2013 |                       |
| "Palm Trees"                            | 2013 | BetterOffDead         |
| "Blacktivist"                           | 2015 |                       |
| "Glorious Thugs"                        | 2016 |                       |
| "Bounce"                                | 2016 | 3001: A Laced Odyssey |
| "This Is It"                            | 2016 | 3001: A Laced Odyssey |
| "Aries" (featuring Deadcuts)            | 2016 |                       |
| "Babel"                                 | 2017 |                       |
| "Lava"                                  | 2017 |                       |
| "Headstone"                             | 2018 | Vacation In Hell      |
| "U&I" (featuring Dia)                   | 2018 | Vacation In Hell      |
| "Vacation" (featuring Joey Badass)      | 2018 | Vacation In Hell      |
| "New World Order"                       | 2018 |                       |
| "Monica" (featuring Tech N9ne)          | 2019 |                       |
| "Iamlegend"                             | 2020 | Now, More Than Ever   |
| "Afterlife"                             | 2020 |                       |

### Lançamentos de "Day Of The Dead"
| Title                                                    | Year |
| -------------------------------------------------------- | ---- |
| "LiT" (featuring Yasmin)                                 | 2014 |
| "Don't Do Drugs Kids"                                    | 2014 |
| "Get Yours" (featuring Diamante)                         | 2014 |
| "Red Light, Green Light" (featuring Espa)                | 2014 |
| "My Team Supreme 2.0" (featuring Bodega Bamz)            | 2014 |
| "Belly"                                                  | 2014 |
| "Half-Time" (featuring ASAP Twelvyy)                     | 2015 |
| "Plz Don't Make Me Do It" (featuring Domo Genesis)       | 2015 |
| "RedEye To Paris" (featuring Skepta)                     | 2015 |
| "Did U Ever Think" (featuring Joey Badass and Issa Gold) | 2015 |

### Participações especiais
| Title                      | Year | Other artist(s)                                     | Album                         |
| -------------------------- | ---- | --------------------------------------------------- | ----------------------------- |
| "Bath Salt"                | 2012 | ASAP Rocky, ASAP Ant                                | Lords Never Worry             |
| "Thrilla"                  | 2012 | Bodega Bamz                                         | Strictly 4 My P.A.P.I.Z.      |
| "Just Blowin' In the Wind" | 2012 | RZA                                                 | The Man with the Iron Fists   |
| "Mini Van Dan (Remix)"     | 2012 | A$ton Matthews, ASAP Nast, Danny Brown              | Versace Ragz                  |
| "Piss Test (Remix)"        | 2012 | A-Trak, Jim Jones, El-P, Flosstradamus              | Fool's Gold Presents: Loosies |
| "36 Chamber Flow"          | 2012 |                                                     | Fool's Gold Presents: Loosies |
| "Mood Swings"              | 2013 | Overdoz, Worlds Fair                                |                               |
| "No Religion"              | 2013 | The Underachievers                                  |                               |
| "New Brooklyn"             | 2013 | Dyme-A-Duzin, The Underachievers                    | The New York Renaissance      |
| "Inf Beams"                | 2013 |                                                     | The New York Renaissance      |
| "Tomorrow's Gone"          | 2013 | Mr. Muthafuckin eXquire, Nacho Picasso, Danny Brown | Kismet                        |
| "Camouflage Dons"          | 2013 | Statik Selektah, Smif-n-Wessun                      | Extended Play                 |
| "My Jeep"                  | 2013 | Joey Badass, the Underachievers                     | Summer Knights EP             |
| "TLC"                      | 2014 | A$ton Matthews, Action Bronson                      | Aston 3:16                    |
| "Believe in the Shield"    | 2014 | Smoke DZA                                           | Ringside 2                    |
| "97.92"                    | 2014 | Trash Talk                                          | CONS EP VOL. 1                |
| "Modern Mayhem"            | 2014 | Trash Talk                                          | CONS EP VOL. 2                |
| "Bring Em Out"             | 2015 | Bodega Bamz                                         | Sidewalk Exec                 |
| "Good Knight"              | 2015 | Kirk Knight, Joey Badass, Dizzy Wright              | Late Knight Special           |
| "A Glorious Death"         | 2017 | ASAP Twelvyy                                        | 12                            |
| "What Happens"             | 2017 | ASAP Mob, Pro Era                                   | Cozy Tapes Vol. 2: Too Cozy   |

### Álbuns solo
| Title                  | Year | Artist            | Album Details                                                                                           |
| ---------------------- | ---- | ----------------- | --- |
| Arcstrumentals, Vol. 2 | 2018 | Erick Arc Elliott | - Released: February 16, 2018 - Label: The Glorious Dead Records - Formats: CD, digital download, vinyl |
| Gothic Luxury          | 2022 | Meechy Darko      | - Released: August 26, 2022 - Label: Loma Vista Recordings - Formats: CD, digital download, vinyl       |

## Vídeos musicais
| Title                                         | Year | Director(s)                           |
| --------------------------------------------- | ---- | ------------------------------------- |
| "Thug Waffle"                                 | 2012 | Luke Monaghan                         |
| "S.C.O.S.A."                                  | 2012 | The Madbury Club                      |
| "Face-Off"                                    | 2012 | Phillip Annand                        |
| "MRAZ"                                        | 2013 | Phillip Annand                        |
| "Death"                                       | 2013 | Tone • Vinny Picone                   |
| "My Team Supreme 2.0" (featuring Bodega Bamz) | 2014 | The Last American B-Boy               |
| "Thugnificense"                               | 2014 | Juice                                 |
| "Palm Trees"                                  | 2014 | A Plus Filmz                          |
| "Blacktivist"                                 | 2015 | Mario Pfeifer                         |
| "Bounce"                                      | 2016 | A Plus Filmz                          |
| "This Is It"                                  | 2016 | Phillip Annand                        |
| "Smoke Break/Fly Away"                        | 2016 | Fredo Tovar • Scott Fleishman • EDWIN |
| "Trade-Off"                                   | 2016 | Jayga Rayn                            |
| "Headstone"                                   | 2018 | Luke Monaghan                         |
| "Vacation" (featuring Joey Badass)            | 2018 | The Madbury Club                      |
| "New World Order"                             | 2018 | Johnny LeFlare                        |
| "Monica" (featuring Tech N9ne)                | 2019 | Noah Porter                           |
| "Afterlife"                                   | 2020 | Arnaud Bresson                        |

1. ↑  «The Brotherhood of Beast Coast». Complex.com. Consultado em 7 de janeiro de 2022
2. ↑  «Beast Coast (Joey Bada$$, Flatbush Zombies, More) Announce Debut Album». Pitchfork.com. 10 de maio de 2019. Consultado em 7 de janeiro de 2022
3. ↑  «Flatbush Zombies». HotNewHipHop
4. ↑  Anderson, Errol (11 de março de 2013). «Graveyard Shift - Flatbush Zombies». Clash. Consultado em 9 de maio de 2013
5. 1 2  Reid, Shaheem (8 de maio de 2013). «Flatbush Zombies Are Rocking Dead». XXL. Consultado em 9 de maio de 2013
6. ↑  Mlynar, Phillip (1 de fevereiro de 2012). «Flatbush Zombies Want to Be Decapitated or Taxidermied». MTV. Consultado em 9 de maio de 2013
7. ↑  Breihan, Tom (25 de julho de 2012). «Mixtape Of The Week: Flatbush Zombies - 'D.R.U.G.S.'». Stereogum. Consultado em 9 de maio de 2013
8. ↑  Bromwich, Jonah (13 de março de 2013). «Tracks: Flatbush Zombies / The Underachievers - 'No Religion'». Pitchfork Media. Consultado em 9 de maio de 2013. Cópia arquivada em 17 de maio de 2013
9. ↑  «The 25 Best Mixtapes Of 2013». XXL Mag. 24 de dezembro de 2013
10. ↑  Escobedo Shepherd, Julianne (13 de fevereiro de 2013). «Flatbush Zombies: Brooklyn Rap Trio Spreads Acid-Splashed Gospel». Spin. Consultado em 9 de maio de 2013
11. ↑  Thomas, Chris (7 de fevereiro de 2013). «Flatbush Zombies – 'MRAZ' Video». HipHopWired.com. Consultado em 9 de maio de 2013
12. ↑  «Flatbush Zombies». Exclaim.ca
13. ↑  «Flatbush Zombies announce new EP, It's All A Matter Of Perspective, stream "LiT"». Consequence of Sound. 14 de fevereiro de 2014
14. ↑  II, C. Vernon Coleman (12 de setembro de 2015). «Flatbush Zombies Show a History of Violence in "Blacktivist" Video - XXL». Xxlmag.com. Consultado em 7 de janeiro de 2022
15. ↑  «Rihanna's 'Anti' Returns to No. 1 on Billboard 200 Albums Chart - Billboard». Billboard
16. ↑  India, Lindsey (February 21, 2018). «Flatbush Zombies Are Heading Out On See You in Hell Tour». XXL Magazine. Townsquare Media, Inc. Consultado em January 28, 2019 Verifique data em: |acessodata=, |data= (ajuda)
17. ↑  «Flatbush Zombies On Psychedelics, Music Truths, Mental Illness + More». YouTube. Consultado em January 28, 2019 Verifique data em: |acessodata= (ajuda)
18. ↑  «FLATBUSH ZOMBIES FREESTYLE ON FLEX #FREESTYLE095». YouTube. Consultado em January 28, 2019 Verifique data em: |acessodata= (ajuda)
19. ↑  Johnson, Patrick (June 5, 2020). «Flatbush Zombies Release New EP 'now, more than ever' Alongside Merch for Charity». Hypebeast. Consultado em June 6, 2020 Verifique data em: |acessodata=, |data= (ajuda)
20. ↑  Billboard Charts (confirmed account) (June 15, 2020). «Debuts on this week's #Billboard200...». Consultado em June 15, 2020 – via Twitter Verifique data em: |acessodata=, |data= (ajuda)
21. ↑  He, Richard S. (September 10, 2021). «Every Metallica Blacklist cover ranked from worst to best». loudersound (em inglês). Consultado em October 22, 2021 Verifique data em: |acessodata=, |data= (ajuda)
22. ↑  «Flatbush Zombies Chart History: Billboard 200». Billboard. Consultado em April 17, 2018 Verifique data em: |acessodata= (ajuda)
23. ↑  «Flatbush Zombies Chart History: R&B/Hip-Hop Albums». Billboard. Consultado em April 17, 2018 Verifique data em: |acessodata= (ajuda)
24. ↑  «Flatbush Zombies Chart History: Rap Albums». Billboard. Consultado em April 17, 2018 Verifique data em: |acessodata= (ajuda)
25. ↑  «ARIA Chart Watch #468». auspOp. April 14, 2018. Consultado em April 14, 2018. Arquivado do original em August 2, 2019 Verifique data em: |acessodata=, |arquivodata=, |data= (ajuda)
26. ↑  «Flatbush Zombies Chart History: Canadian Albums». Billboard. Consultado em April 17, 2018 Verifique data em: |acessodata= (ajuda)
27. ↑  «Discographie Flatbush Zombies» (em francês). lescharts.com. Consultado em August 10, 2020 Verifique data em: |acessodata= (ajuda)
28. ↑  «Discographie von Flatbush Zombies» (em alemão). Offizielle Deutsche Charts. Consultado em August 10, 2020 Verifique data em: |acessodata= (ajuda)
29. ↑  «NZ Top 40 Albums Chart». Recorded Music NZ. April 16, 2018. Consultado em April 13, 2018 Verifique data em: |acessodata=, |data= (ajuda)
30. ↑  «Discography Flatbush Zombies» (em alemão). hitparade.ch. Consultado em August 10, 2020 Verifique data em: |acessodata= (ajuda)
31. ↑  «CHART: CLUK Update 19.03.2016 (wk11)». UK Singles Chart. Consultado em April 1, 2016 Verifique data em: |acessodata= (ajuda)
32. ↑  «Vacation In Hell by Flatbush Zombies on iTunes». iTunes. April 6, 2018. Consultado em April 6, 2018 Verifique data em: |acessodata=, |data= (ajuda)
33. ↑  «Aries (Feat. Deadcuts) - Single by Flatbush Zombies». iTunes. November 15, 2016 Verifique data em: |data= (ajuda)
34. ↑  «Lava (Feat. Zombie Juice)». Spotify. July 6, 2017 Verifique data em: |data= (ajuda)
35. ↑  Breihan, Tom (August 28, 2012). «Download A$AP Mob Lord$ Never Worry Mixtape». Stereogum. Spin Media. Consultado em March 17, 2014 Verifique data em: |acessodata=, |data= (ajuda)
36. ↑  «Bodega Bamz: Strictly 4 My P.A.P.I.Z. Mixtape (Noisey Exclusive)». Noisey.vice.com. October 17, 2012. Consultado em May 29, 2014 Verifique data em: |acessodata=, |data= (ajuda)
37. ↑  Legend (November 6, 2012). «A$ton Matthews – Min Van Dan (Remix) (feat. Danny Brown, A$AP Nast & Flatbush ZOMBiES) | OnSMASH». Freeonsmash.com. Consultado em January 28, 2014 Verifique data em: |acessodata=, |data= (ajuda)
38. ↑  «Flatbush Zombies / The Underachievers "No Religion"». Pitchfork. March 13, 2013. Consultado em May 29, 2014. Arquivado do original em May 19, 2014 Verifique data em: |acessodata=, |arquivodata=, |data= (ajuda)
39. ↑  «Download Mr. Muthafuckin' eXquire's Kismet Mixtape | News». Pitchfork. June 4, 2013. Consultado em August 18, 2013 Verifique data em: |acessodata=, |data= (ajuda)
40. ↑  Hardy, Jasmine (March 17, 2014). «Aston Matthews "Aston 3:16" Release Date, Cover Art, Tracklist, Download & Mixtape Stream». HipHopDX. Cheri Media Group. Consultado em March 17, 2014. Arquivado do original em March 17, 2014 Verifique data em: |acessodata=, |arquivodata=, |data= (ajuda)
41. ↑  Nicolas James (April 7, 2014). «Smoke DZA - Believe In The Shield Feat. Flatbush Zombies - Download & Listen [New Song]». HotNewHipHop Verifique data em: |data= (ajuda)
42. ↑  «Youtube - Flatbush Zombies - Thug Waffle (Prod. By Erick Arc Elliott)». Youtube
43. ↑  «Youtube - Flatbush Zombies - S.C.O.S.A. (Prod. By Erick Arc Elliott)». Youtube
44. ↑  «Youtube - Flatbush Zombies - Face - Off (L.S.Darko) (Prod. By Erick Arc Elliott)». Youtube
45. ↑  «Youtube - Flatbush Zombies - MRAZ (Prod. Erick Arc Elliott)». Youtube
46. ↑  «Youtube - Flatbush ZOMBiES - Death [VIDEO] (Prod. By Erick Arc Elliott)». Youtube
47. ↑  «Youtube - Flatbush ZOMBiES - My Team Supreme 2.0 Music Video feat. Bodega Bamz (Prod. by The Architect)». Youtube
48. ↑  «Youtube - Flatbush ZOMBiES - Thugnificense Music Video (Prod. by The Architect)». Youtube
49. ↑  «Youtube - Flatbush Zombies - Palm Trees Music Video (Prod. By The Architect)». Youtube
50. ↑  «Youtube - Flatbush ZOMBiES - Blacktivist». Youtube